# Cordova (Alabama)
Cordova és una població dels Estats Units a l'estat d'Alabama. Segons el cens del 2000 tenia 2.423 habitants.

## Demografia
Segons el cens del 2000, Cordova tenia 2.423 habitants, 1.009 habitatges, i 665 famílies. La densitat de població era de 158,6 habitants/km².
Dels 1.009 habitatges en un 28,8% hi vivien nens de menys de 18 anys, en un 43,3% hi vivien parelles casades, en un 18,5% dones solteres, i en un 34% no eren unitats familiars. En el 31,4% dels habitatges hi vivien persones soles el 17% de les quals corresponia a persones de 65 anys o més que vivien soles. El nombre mitjà de persones vivint en cada habitatge era de 2,29 i el nombre mitjà de persones que vivien en cada família era de 2,84.
Per edats la població es repartia de la següent manera: un 23,2% tenia menys de 18 anys, un 7,4% entre 18 i 24, un 24,4% entre 25 i 44, un 22% de 45 a 60 i un 23,1% 65 anys o més.
L'edat mediana era de 41 anys. Per cada 100 dones hi havia 79,1 homes. Per cada 100 dones de 18 o més anys hi havia 74,2 homes.
La renda mediana per habitatge era de 17.389 $ i la renda mediana per família de 24.896 $. Els homes tenien una renda mediana de 32.353 $ mentre que les dones 19.549 $. La renda per capita de la població era d'11.489 $. Aproximadament el 25,6% de les famílies i el 26% de la població estaven per davall del llindar de pobresa.

## Poblacions properes
El següent diagrama mostra les poblacions més properes.